# 井上正意
井上 正意（いのうえ まさむね、宝暦9年7月16日（1759年8月8日） - 天明4年2月17日（1784年4月6日））は、常陸下妻藩の第4代藩主。父は第3代藩主・井上正辰（正意は長男）。母は太田資晴の娘。正室は牧野忠精の養女（実父牧野忠知）、継室は堀直泰の娘。官位は従五位下、遠江守。
宝暦10年（1760年）、父の死去により幼くして跡を継ぐ。安永3年（1774年）12月に叙任する。藩政では治水工事や倹約令を出すなどして、藩財政の再建を図ったが、効果は無かった。天明4年（1784年）2月17日、26歳で死去し、跡を養嗣子の正棠が継いだ。法号は彰山日輝義雲院。墓所は東京都台東区の谷中霊園。

## 系譜
父母
- 井上正辰（父）
- 太田資晴の娘（母）

正室、継室
- 牧野忠精の養女、牧野忠知の娘（正室）
- 堀直泰の娘（継室）

養子
- 井上正棠 - 井上正経の四男